# Litteraturåret 1877

## Priser och utmärkelser
- Kungliga priset – Claes Annerstedt
- Letterstedtska priset för översättningar – Viktor Rydberg för översättningen av Goethes Faust

## Nya böcker

### A – G
- Från Fjärdingen och Svartbäcken av August Strindberg

### H – N
- Histoire d'un crime 1re partie av Victor Hugo
- Krogen (L'Assommoir) av Émile Zola[1]
- La Légende des siècles 2e série av Victor Hugo
- L'Art d'être grand-père av Victor Hugo
- Les caresses (fransk) av Jean Richepin
- Mantegnas ängel av Pontus Wikner

### O – Ö
- Obruten mark av Ivan Turgenjev
- Prometeus och Ahasverus, dikt av Viktor Rydberg
- Romerska dagar (innehåller Romerska sägner, konsthistoriska uppsatser och Romerska kejsare i marmor, kulturhistoria) av Viktor Rydberg
- Samfundets støtter, drama av Henrik Ibsen
- Samlade vitterhetsarbeten (1877–1878) av Talis Qualis
- Smärre skrifter av August Blanche
- The American (sv. Amerikanen 1184, 1960) av Henry James

## Födda
- 20 januari – Raymond Roussel (död 1933), fransk roman- och pjäsförfattare.
- 22 januari – Luigi Antonelli (död 1942), italiensk dramatiker.
- 25 april – Ernst Norlind (död 1952), svensk konstnär och författare.
- 25 maj – Hasse Zetterström (död 1946), "Hasse Z", svensk författare, humorist.
- 2 juli – Hermann Hesse (död 1962), tyskfödd schweizisk författare, nobelpristagare 1946.
- 1 september – Rex Beach (död 1949), amerikansk författare och vattenpolospelare.

## Avlidna
- 5 februari – C.V.A. Strandberg (född 1818), ("Talis Qualis"), svensk tidningsman och lyriker.
- 6 mars – Joseph Autran (född 1813), fransk poet.
- 6 maj – Johan Ludvig Runeberg (född 1804), Finlands nationalskald.
- 22 november – Wilhelm Gumælius (född 1789), svensk präst, författare och riksdagsman.

### Fotnoter
1. ↑  ”World Cat”. http://www.worldcat.org/title/lassommoir/oclc/70055149&referer=brief_results. Läst 13 april 2011.